# Neoconocephalus vittipennis
Neoconocephalus vittipennis är en insektsart som först beskrevs av Walker, F. 1869.  Neoconocephalus vittipennis ingår i släktet Neoconocephalus och familjen vårtbitare. Inga underarter finns listade i Catalogue of Life.